# هیدنوبو کیوچی
هیدنوبو کیوچی (انگلیسی: Hidenobu Kiuchi; ۵ فوریهٔ ۱۹۶۹ – ) صداپیشه اهل ژاپن بود.